# Biselachista kebneella
Biselachista kebneella is een vlinder uit de familie van de grasmineermotten (Elachistidae). De wetenschappelijke naam van de soort is voor het eerst geldig gepubliceerd in 1977 door Traugott-Olsen & Nielsen.